# Saint-Germain-du-Seudre
Saint-Germain-du-Seudre és un municipi francès situat al departament del Charente Marítim i a la regió de la Nova Aquitània. L'any 2007 tenia 368 habitants.

## Demografia

### Població
El 2007 la població de fet de Saint-Germain-du-Seudre era de 368 persones. Hi havia 147 famílies de les quals 37 eren unipersonals (25 homes vivint sols i 12 dones vivint soles), 57 parelles sense fills, 49 parelles amb fills i 4 famílies monoparentals amb fills.
La població ha evolucionat segons el següent gràfic:
Habitants censats

### Habitatges
El 2007 hi havia 225 habitatges, 152 eren l'habitatge principal de la família, 53 eren segones residències i 20 estaven desocupats. 218 eren cases i 3 eren apartaments. Dels 152 habitatges principals, 127 estaven ocupats pels seus propietaris, 24 estaven llogats i ocupats pels llogaters i 1 estava cedit a títol gratuït; 1 tenia una cambra, 9 en tenien dues, 33 en tenien tres, 44 en tenien quatre i 65 en tenien cinc o més. 127 habitatges disposaven pel capbaix d'una plaça de pàrquing. A 60 habitatges hi havia un automòbil i a 79 n'hi havia dos o més.

### Piràmide de població
La piràmide de població per edats i sexe el 2009 era:
| Homes | Edats   | Dones |
| ----- | ------- | ----- |
| 0     | 95 o +  | 4     |
| 0     | 90 a 94 | 0     |
| 0     | 85 a 89 | 4     |
| 4     | 80 a 84 | 4     |
| 12    | 75 a 79 | 0     |
| 16    | 70 a 74 | 20    |
| 4     | 65 a 69 | 8     |
| 4     | 60 a 64 | 4     |
| 4     | 55 a 59 | 8     |
| 12    | 50 a 54 | 4     |
| 16    | 45 a 49 | 20    |
| 20    | 40 a 44 | 12    |
| 8     | 35 a 39 | 12    |
| 20    | 30 a 34 | 8     |
| 4     | 25 a 29 | 12    |
| 12    | 20 a 24 | 0     |
| 8     | 15 a 19 | 16    |
| 4     | 10 a 14 | 24    |
| 8     | 5 a 9   | 8     |
| 4     | 0 a 4   | 12    |

## Economia
El 2007 la població en edat de treballar era de 230 persones, 162 eren actives i 68 eren inactives. De les 162 persones actives 156 estaven ocupades (81 homes i 75 dones) i 6 estaven aturades (3 homes i 3 dones). De les 68 persones inactives 32 estaven jubilades, 16 estaven estudiant i 20 estaven classificades com a «altres inactius».

### Ingressos
El 2009 a Saint-Germain-du-Seudre hi havia 143 unitats fiscals que integraven 332 persones, la mediana anual d'ingressos fiscals per persona era de 16.536 €.

### Activitats econòmiques
Dels 10 establiments que hi havia el 2007, 1 era d'una empresa de fabricació d'altres productes industrials, 4 d'empreses de construcció, 2 d'empreses de comerç i reparació d'automòbils, 1 d'una empresa d'hostatgeria i restauració, 1 d'una empresa immobiliària i 1 d'una empresa de serveis.
Els 2 serveis als particulars que hi havia el 2009 eren lampisteries.
L'any 2000 a Saint-Germain-du-Seudre hi havia 32 explotacions agrícoles que ocupaven un total de 882 hectàrees.

## Equipaments sanitaris i escolars
El 2009 hi havia una escola elemental integrada dins d'un grup escolar amb les comunes properes formant una escola dispersa.

## Poblacions més properes
El següent diagrama mostra les poblacions més properes.